# بشیر احمد رحمتی
بشیر احمد رحمتی (انگلیسی: Bashir Ahmad Rahmati؛ زادهٔ ۵ ژوئن ۱۹۸۵) یک کشتی‌گیر آزاد اهل افغانستان است.
وی در وزن ۵۵ کیلوگرم کشتی آزاد بازی‌های المپیک تابستانی ۲۰۰۴ شرکت کرده است.